# Trifon Ivanov
Trifon Marinov Ivanov (en búlgaro: Трифон Маринов Иванов; Lipnitza, Bulgaria, 27 de julio de 1965 - Samovodene, Bulgaria, 13 de febrero de 2016) fue un futbolista búlgaro que jugaba de líbero.

## Biografía
Se le conocía con el sobrenombre de "El lobo búlgaro" por su apariencia física y forma de jugar, fuerte pero leal.[cita requerida] Ivanov comenzó jugando en el FC Etar. Luego fue contratado por el CSKA Sofia, y en los años posteriores y durante el periodo más relevante de su carrera jugó en el Real Betis Balompié de Sevilla durante las temporadas 1994-95 y 1997-98 jugó por los dos equipos más importantes de Austria: FK Austria Viena y Rapid Viena. 
De manera internacional Ivanov jugó por la selección de fútbol de Bulgaria que terminó en cuarto lugar en la Copa Mundial de Fútbol de 1994 realizada en Estados Unidos, siendo esta selección la de mejor representación. También participó de la Eurocopa disputada en Inglaterra en 1996.

## Fallecimiento
Ivanov falleció el 13 de febrero de 2016, víctima de un infarto de miocardio.

## Clubes
| Club               | País     | Año         |
| ------------------ | -------- | ----------- |
| FC Etar            | Bulgaria | 1983-1988   |
| CSKA Sofia         | Bulgaria | 1988-1990   |
| Real Betis         | España   | 1990        |
| FC Etar            | Bulgaria | 1991-1992   |
| CSKA Sofia         | Bulgaria | 1992 - 1993 |
| Real Betis         | España   | 1993        |
| Neuchâtel Xamax FC | Suiza    | 1994        |
| CSKA Sofia         | Bulgaria | 1995        |
| Rapid Viena        | Austria  | 1995 - 1997 |
| Austria Viena      | Austria  | 1997        |
| CSKA Sofia         | Bulgaria | 1998        |
| Floridsdorfer AC   | Austria  | 1998-2001   |